# Lojane
Lojane (macedónul: Лојане, albánul Llojani) település Észak-Macedóniában, a Északkeleti körzetben, Lipkovo községben.

## Népesség
| Lakosok száma | 1339 | 1590 | 1654 | 1843 | 2234 |      | 2274 | 2682 | 1905 |
|               | 1948 | 1953 | 1961 | 1971 | 1981 | 1991 | 1994 | 2002 | 2021 |

- 2002-ben 2682 lakosa volt, akik közül 2668 albán, 3 bosnyák és 11 egyéb.